# Marques Batista de Abreu
Marques Batista de Abreu, född 12 februari 1973, är en brasiliansk tidigare fotbollsspelare.
Marques spelade 13 landskamper för det brasilianska landslaget.